# クライスラー・LHS
LHSは、クライスラーが製造・販売していた自動車である。

## 歴代モデル

### 初代 (1994-1997年)
初代LHSは1994年にクライスラー・コンコード、ダッジ・イントレピッド、イーグル・ビジョンが発売された1年後に発売された。LH 207（クライスラー・LHSとクライスラー・ニューヨーカー）はクライスラー・LHプラットフォームを127 mm（5インチ）延長したボディを使用しており、インペリアルに取って代わるクライスラー車のモデルの中で最も大型で豪華な"フラッグシップ"車と見られていた。ホイールベースは全てのLHカーで共通であったが127 mm（5インチ）長いボディのお陰で後部座席の位置を更に後ろにずらすことができた。これによりLHSは、BMWやメルセデス・ベンツのロングホイールベース版の "L" モデルと似たリムジンの様な後席の空間を確保していた。姉妹車のニューヨーカーもニューヨーカー フィフス・アヴェニューとニューヨーカー サロンの後継として生産された。1994年からのこれら3種のクライスラー・LHカーは中庸の"ツーリング"・サスペンションを備えていた。
コンコードはクライスラー・ブランド内でフルサイズ車のベースモデルと見なされていた。5人乗りのLHSは、その対極に位置するクロームで飾られた姉妹車のクライスラー・ニューヨーカーとは前席のフロアコンソール、床からはえるシフトレバー、上等な内装とスポーティなイメージで棲み分けが図られていた。ニューヨーカーは1997年モデルのLHSにオプションで6人乗りが設定されたために廃止された。LHSは1995年に些細なフェイスリフトを施され、ペンタスター（Pentastar）形のバッジが現在のメダリオン形に変更された。
クライスラー車のモデルラインの頂点に位置するためLHSでは姉妹車ではオプションでしか取り付けられない多くの装備が標準で付いていた。これらの装備には3.5 L EGJ型 24バルブ V6エンジン、ボディと同色のグリル、ドアミラー、加飾品やトラクションコントロールシステム、アルミホイール、内蔵フォグランプと8ウェイ電動調整フロントシートが含まれていた。ニューヨーカーと同様にベロア調の織物シートが標準で革製シートはオプションであった。LHSの革はギャザード・スタイルの織物シートを模しており、ニューヨーカーのトラッドスタイルの革よりも高級に見えるように企画されていた。

### 2代目 (1999-2001年)
LHSは、1999年にモデルチェンジされた新しいモデルが発売されるのを見越して1997年モデルで一旦ラインアップから落とされた。前のモデルと同様に第2世代のLHSはクライスラー・ブランド内の最高級車の座に着いたが、その室内スペースは多少鼻先が長いコンコードのものと代わり映えはしなかった。第2世代のLHSとコンコードの違いは極僅かで、そのほとんどは顔付きと装備の違いに限られていた。新しいLHSと同時にイーグル・ビジョンの後継車であるクライスラー・300Mが発売された。300Mの登場でクライスラー・ブランドにはLHプラットフォームを使用した3種のフルサイズ車が揃った。
スタイリングが変更されたことによりLHSの室内は前のモデルよりも多少狭くなり、サイドウインドの曲率が強く屋根側に傾斜していることでウインド上部と頭部の横の空間を圧迫していた
クライスラー社は2002-2004年モデルのコンコード LXiにLHSの前後の顔付きと内装を与えることで2002年限りでLHSをラインアップから外した。2002-2004年モデルの低グレードのコンコード LXは従来のコンコード路線を維持した。